# کونستانتین خارکوف
کونستانتین خارکوف (انگلیسی: Konstantin Kharkov؛ زادهٔ ۲۳ فوریهٔ ۱۹۹۷) بازیکن واترپلو روس‌تبار اهل کرواسی است.